# Іраклій (екзарх)
Іраклій Старший (*Ἡράκλειος, д/н —610) — державний та військовий діяч Візантійської імперії.

## Біографія
Походив з вірменської аристократії. Відомості про предків Іраклія Старшого не збереглися. На думку британського візантиніста С. Менго, Іраклій був нащадком візантійського військового очільника V століття Іраклія Едеського. Американський фахівець з історії Закавказзя Кирило Туманов, ґрунтуючись на праці вірменського історика VII століття Себеоса «Історія імператора Іраклія», зараховував Іраклія до нащадків вірменської царської династії Вірменських Аршакидів. До тієї ж точки зору схилялися російський сходознавець А. Васильєв та арабський історик Іфран Шахид.
За різними версіями народився у Феодосіополісі. За відомостями візантійських хроністів місцем народження Іраклія Старшого була Каппадокія. Про його початок кар'єри нічого невідомо. Іраклій Старший на посаді іпостратига (заступника стратіга) magister militum per Orientem Філіппіка відзначився у війнах проти Сасанідської Персії в 580-х роках. Звитяжив у битвах при Хломароні та Сісарбаноні, де візантійці здобули значні перемоги.
Близько 595 року виконував обов'язки військового магістра Вірменії (замінивши на посаді Іоанна Містакона), де воював проти повсталих місцевих князів. Служба в Вірменії зміцнила зв'язки Іраклія з малоазійською провінційною знаттю.
У 602 році призначений імператором Маврикієм патрикієм та екзархом Африки. Тут фактично не визнав узурпатора Фоку, який повалив імператора. Водночас зміцнив зв'язки з місцевою знаттю, видавши сина Іраклія за Євдокію, доньку князя Рогаса.
У 608 році повстав проти Фоки, скориставшись поразками останнього у війні проти перського шахіншаха Хосрова II. Іраклія Старшого разом з сином було оголошено консулами. На їх бік перейшов Єгипет, який зайняв брат Іраклія Старшого — патрикій Григорій з сином Никитою. У 609—610 роках становище імператора Фоки ускладнилося. Війна проти Сасанідів закінчилася поразкою. Перська армія вдерлася до Месопотамії, Вірменії, Сирії і в малоазійські провінції. Слов'яни зайняли північну Іллірію. Євреї повстали в сирійських областях, стали закликати персів.
Іраклій діяв у Сирії та на Кіпрі. Водночас відправив флот на чолі із сином Іраклієм, який захопив Константинополь, повалив Фоку, стративши його. Після цього оголошений імператором. Невдовзі після цього помер сам Іраклій Старший.

## Родина
- син Іраклій, імператор 610—641 років
- син Феодор
- Марія